# Авраменко Анатолій Михайлович
Авра́менко Анато́лій Миха́йлович (нар. 7 жовтня 1955, Львів) — український та російський історик, кандидат історичних наук з 1985 року, доцент з 1990 року, фахівець у галузі історичної картографії, історичної географії, громадський діяч. Дійсний Член Наукового Товариства імені Шевченка (голова осередку НТШ на Кубані від грудня 2017 року), Російського географічного товариства, керівник наукового центру Краснодарської регіональної громадської організації «Співдружність Кубань — Україна» (від 2006 року).

## Біографія

### Родина
Народився 7 жовтня 1955 у Львові у сім'ї офіцера. Батько — Авраменко Михайло Трохимович (1927—2003), українець, народився у с. Чаплище (Чаплища; нині не існує, знищене під час створення Кременчуцького водосховища) у родині, що мала козацьких предків. Мати — Авраменко (до шлюбу Мазепа) Надія Онисимівна (1933—2008), українка, народилася у с. Мирівка (нині Кагарлицького району Київської області) під час Голодомору у родині, яка зазнала репресій (її батько загинув на Колимі у концтаборі).

### Дитинство, навчання
У дитинстві А. Авраменко жив з батьками у Дніпропетровську (нині м. Дніпро), на острові Ітуруп, знову в Дніпропетровську, на острові Сахалін, у м. Черкаси, в Угорщині (1968—1972 рр.) — де служив батько. Після закінчення середньої школи у військовому гарнізоні (5 км від м. Естергом) склав вступні іспити в Кубанському державному університеті (КубГУ, м. Краснодар), закінчив історичний факультет КубГУ в 1977 р. з відзнакою. В 1976 р. надрукував першу наукову статтю в збірнику матеріалів Всесоюзної студентської конференції в Новосибірську («Материалы Межевой комиссии Черноморского казачьего войска как исторический источник»).

### Робота
Від вересня 1977 р. працював молодшим науковим співробітником Державного архіву Краснодарського краю. В грудні 1979 року звільнився з посади старшого архівіста у зв'язку з зачисленням в аспірантуру Харківського державного університету (нині — Харківський національний університет ім. В. Н. Каразіна). Батьки переїхали з Угорщини до Харкова у 1973 р., тому сім'я возз'єдналася.
У ХДУ від 1981 р. працював викладачем кафедри історії СРСР, захистив кандидатську дисертацію у 1985 році («Еволюція земельних відносин на Лівобережній Україні в кінці XIX — на початку ХХ ст.», науковий керівник — д.і.н., професор О. О. Кучер). На посаді доцента від 1987 р. У 1990 р. одержав атестат доцента.
Через проблеми в особистому житті вирішив повернутися до Краснодара, де професор В. М. Ратушняк запропонував посаду доцента на кафедрі дореволюційної вітчизняної історії, що збігалося з науковими планами А. Авраменка. У травні 1991 р. був обраний на посаду доцента Кубанського державного університету (КубГУ), працював від 1 вересня. Але в тому ж році СРСР було скасовано і А. Авраменко опинився у стані іноземця для України і для своїх батьків, чого не бажав. У 1992 році автоматично отримав російське громадянство (згідно з указом президента Єльцина), бо на той час був зареєстрований («прописаний») у гуртожитку Кубанського державного університету. На питання, чи можна повернутися в українське громадянство, отримав відповідь від Управління МВС Росії, що тоді буде скасована реєстрація і не можна буде працювати у Краснодарі. Повернутися в Україну А. Авраменко тоді не міг, бо там вже не було роботи за фахом. Але постійно підтримував наукові контакти з українськими колегами.
Працював у Кубанському державному університеті до 2011 р. Політичний тиск проти українських громадських організацій в Росії (заборона обох федеральних громадських організацій українців — «Федеральної національно-культурної автономії українців Росії» та «Об'єднання українців Росії», обшуки та погроми єдиної в Росії державної Бібліотеки української літератури в Москві, провокації проти регіональних українських громадських організацій та окремих її діячів) зробив неможливим продовження роботи в державних навчальних закладах Росії. Протягом 2012—2015 рр. А. Авраменко працював науковим редактором у приватному видавництві «ЕММА» у Києві, збирав і досліджував матеріали з історії українського козацтва, історичної географії картографії України, Польщі, співпрацював із Інститутом історії України НАН України, Інститутом географії НАН України, Інститутом енциклопедичних досліджень НАН України, Інститутом мистецтвознавства, фольклористики і етнографії ім. М. Т. Рильського НАН України, Науковим Товариством ім. Шевченка у Львові, Інститутом української археографії та джерелознавства ім. М. С. Грушевського НАН України, видавництвом «Мапа» тощо. У 2014 р. отримав українське громадянство.
Погіршення стану здоров'я, неможливість вирішити проблеми з постійним житлом в Україні та перевезти туди дружину і сина примусило А. Авраменка у 2015 р. повернутися до Краснодара. Після смерті професора Віктора Чумаченка (грудень 2017 р.) очолив осередок НТШ на Кубані. Продовжує наукову працю як керівник наукового центру Краснодарської регіональної громадської організації «Співдружність Кубань — Україна».

### Громадська діяльність
Член Наукового товариства імені Шевченка (від 2003 р.), Російського географічного товариства (від 2004 р., заснував комісію історико-географічних досліджень Краснодарського регіонального відділення Російського географічного товариства), Краснодарської крайової громадської організації «Співдружність Кубань — Україна» (від 2006 р., керівник науково-дослідного центру організації). Брав участь у роботі Кубанського земляцтва у Києві (2012—2015 рр., член правління).
На початку російської анексії Криму (2014 р.) виступив із засудженням агресії.

### Навчальна робота
У Харківському державному університеті викладав курс історії Росії XIX — початку XX ст. на історичному факультеті, загальний курс історії Росії та СРСР від найдавніших часів на філологічному факультеті, спеціальні курси.
В Кубанському державному університеті також викладав курс історії Росії XIX — початку XX ст. на історичному факультеті (нині — факультет історії, соціології на міжнародних відносин), історичну географію, вступ до історії світових цивілізацій, політичну карту світу (для відділення міжнародних відносин, та сходознавців), спеціальні курси, а також загальний курс історії Росії та СРСР від найдавніших часів для філологів, математиків, геоекологів, сходознавців.
Був науковим керівником аспірантів: Хвостенко Ольги Миколаївни (тема кандидатської дисертації «Історико-літературна та громадська діяльність П. П. Короленка: 1834—1913 рр.», захист відбувся у 2006 р.), Скибіцької Ірини Михайлівни (тема кандидатської дисертації «Завершення Кавказької війни (1860—1864 рр.): воєнно-політичні та соціальні аспекти», захист відбувся у 2011 р.).

### Наукова робота
Основні публікації з історичної географії, історичної картографії та аграрної історії козацьких регіонів Росії та України. До середини 2018 р. надруковані російською та українською мовами розділи в 6 наукових та навчальних книгах; був упорядником і науковим редактором 9 наукових збірників (6 збірників «Кубань — Україна: Питання історико-культурної взаємодія», «Историко-географический сборник», «Кубанский сборник», «Україна — Кубань: історична та культурна взаємодія. Вип. I. Матеріали республіканської наукової конференції м. Київ, 14 грудня 2013 р.»); автор 70 статей у збірниках, професійних журналах, матеріалах наукових конференцій та симпозіумів; 16 рецензій; 2 бібліографічних покажчика. Ці публікації друкувалися у Харкові, Києві, Львові, Дніпропетровську, Донецьку, Запоріжжі, Одесі, Краснодарі, Москві, Ростові-на-Дону, Санкт-Петербурзі, Ставрополі, Казані. Крім того, 138 статей було надруковано в енциклопедії «Казачество» (М.: ИНФРА-М, 2003; перевидано в 2008 і 2015), 16 статей в енциклопедії: «Українське козацтво: Мала енциклопедія» (2-е вид., доп. і перероб. — Київ: Ґенеза; Запоріжжя: Прем'єр, 2006), 2 статті в енциклопедії: «Кубановедение от А до Я. Энциклопедия» (Краснодар: Традиция, 2008), 11 статей у книзі «Энциклопедия кубанского казачества» (Краснодар: Традиция, 2011; перевид. — 2013), 4 статті в «Енциклопедії історії України». Серед надрукованих навчально-методичних матеріалів — авторські програми навчальних курсів: «Вступ до історії світових цивілізацій», «Політична карта світу», «Історична географія».
Головне наукове досягнення — понад 150 історичних карт, надрукованих у різних виданнях, зокрема у складі атласів (Атлас Харківської області. Київ, 1993; Атлас: Краснодарский край. Республика Адыгея. Минск, 1996; История Кубани. Атлас с комплектом контурных карт. / Разработка карт А. М. Авраменко. Краснодар, 2005, 2009, 2010, 2013 — 4 видання) та енциклопедій. Серед них карти Азовського, Бузького, Кавказького лінійного, Катеринославського, Кубанського, Новоросійського (Дунайського), Усть-Дунайського Буджацького, Чорноморського козацьких військ. Розробив і надрукував проекти атласів з історії козацтва та історії Кубані. Редагував історичні атласи для шкіл московського видавництва АСТ-ПРЕСС-ШКОЛА, розробляв проекти атласів з російської та світової історії. Здійснював наукове редагування текстів в енциклопедіях.
Був співорганізатором і керівником кількох російсько-українських наукових конференцій у Краснодарі (2006—2011 рр.).

### Основні наукові публікації
- Дворянское землевладение на Левобережной Украине в конце XIX — начале ХХ в. // Вестник Харьковского университета. № 238. Харьков, 1983. С. 24–31.
- Мобилизация землевладения на Левобережной Украине в пореформенный период. // Вопросы истории СССР. Вып. 29. Харьков, 1984. С.112–121.
- Первичные материалы земельных переписей 1877—1878 и 1905 годов и перспективы их изучения // Историографические и источниковедческие проблемы отечественной истории: Актуальные проблемы источниковедения и специальных исторических дисциплин. Днепропетровск, 1985. С. 74–79.
- Некоторые особенности помещичьего хозяйства на Левобережной Украине в конце XIX — начале ХХ вв. // Вопросы истории СССР. Вып. 33. Харьков, 1988. С. 117—125.
- К вопросу о методике сравнения уровня социальной дифференциации в российской деревне эпохи капитализма (На материалах Левобережной Украины) // Вопросы истории СССР. Вып. 34. Харьков, 1989. С. 113—120.
- [17 історичних карт] // Атлас Харківської області. Київ, 1993. С.40–43 (російською та українською мовами).
- Особливості історичного картографування регіонів України // Український географічний журнал. 1995. № 1/2. C. 48–52. (У співавторстві з І. Ю. Левицьким).
- История России и Кавказа в новейших исторических публикациях // Вопросы отечественной истории: сборник научных трудов. / Кубанский госуниверситет. — Краснодар: КубГУ, 1995. С. 5–18. (У співавторстві).
- Об оценке Кавказской войны с научных позиций историзма // Кавказская война: Уроки истории и современность. Материалы научной конференции. Краснодар, 16–18 мая 1994 г. Краснодар, 1995. С. 24–43. (У співавторстві).
- [4 історичні карти] // Атлас: Краснодарский край. Республика Адыгея. Минск, 1996. С. 48.
- Политическая борьба и революционное движение в Кубанской области и Черноморской губернии в 1900—1914 гг. // Очерки истории Кубани с древнейших времён по 1920 г. Краснодар: Сов. Кубань, 1996. С.435–469. (У співавторстві).
- [14 карт і 4 плани] // Очерки истории Кубани с древнейших времён по 1920 г. Краснодар: Сов. Кубань, 1996. С. 636—653.
- Область — округ — край: административно-территориальные перестройки // История Кубани ХХ век: Очерки. Краснодар: Перспективы образования, 1998. С.91–97.
- Жизнь и деятельность А. В. Суворова в отображении исторической картографии // Память об А. В. Суворове — национальное богатство России: Материалы научной конференции гг. Краснодар — Усть-Лабинск 6-7 октября 2001 года. Краснодар, 2001. С.74-94. Карти: с. 92-94.
- Административно-территориальное деление и полиция Прикубанских земель в 1794—1860 гг. [Цветная карта-вклейка в конце книги] // Очерки истории органов внутренних дел Кубани. 1793—1917. / Под редакцией профессора В. Н. Ратушняка. Краснодар: ЭДВИ, 2002.
- Административно-полицейское деление Кубанской области и Черноморского округа в 1870—1888 гг. [Цветная карта-вклейка в конце книги] // Очерки истории органов внутренних дел Кубани. 1793—1917. / Под редакцией профессора В. Н. Ратушняка. Краснодар: ЭДВИ, 2002.
- Административно-полицейское деление Кубанской области и Черноморской губернии в 1888—1917 гг. [Цветная карта-вклейка в конце книги] // Очерки истории органов внутренних дел Кубани. 1793—1917. / Под редакцией профессора В. Н. Ратушняка. Краснодар: ЭДВИ, 2002.
- Атлас истории казачества: идея, концепция и структура // Казачество России: история и современность. Тезисы Международной научной конференции г. Геленджик (8–11 октября 2002 г.). Краснодар, 2002. С.4–7.
- Подготовка «Кубанского исторического атласа»: идея и предполагаемая структура // Освоение Кубани казачеством: Вопросы истории и культуры. Краснодар, 2002. С. 18–29.
- Итоговая книга об истории Ставропольского края: достижения и упущенные возможности. (Край наш Ставрополье: Очерки истории. / Науч. редакторы Д. В. Кочура, В. П. Невская. Ставрополь: Шат-гора, 1999. 528 с., 96 с. ил. Тираж 3000 экз.) // Голос минувшего: Кубанский исторический журнал. 2003. № 1/2. C.76–86. (В соавторстве с О. В. Матвеевым).
- Первая энциклопедия украинского казачества: Українське козацтво: Мала енциклопедія. / Науково-дослідний інститут козацтва при Запорізькому держ. Університеті. Київ: Генеза; Запоріжжя: Прем'єр, 2002. 568 с., ил., 79 карт и планов. 3000 экз. // Культурная жизнь Юга России. Краснодар, 2003. № 2. С.62–70.
- Территории // Очерки традиционной культуры казачеств России / Под общей редакцией проф. Н. И. Бондаря. Т. I. Москва — Краснодар, 2002. С. 188—213.
- Битва при Берестечко (1651 г.): проблемы картографирования // Поляки в России: XVII—XX вв.: Материалы международной научной конференции. Краснодар, 10–11 июля 2002 г. / Кубанский университет, Конгресс поляков в России, Польский национально-культурный центр «Единство» в Краснодаре. — Краснодар, 2003. С. 18–32, 2 цветных плана сражения.
- Земельная аренда на Левобережной Украине в конце XIX — начале XX в. // Россия сельская. XIX — начало XX века. М.: РОССПЭН, 2004. С. 163—189.
- Земли казачьих войск и сообществ на территории Украины // Донецький вісник Наукового товариства ім. Шевченка. Т.5. Донецьк: Східний видавничий дім, 2004. С. 474—488.
- Неудачный опыт картографического освещения важной военно-политической проблемы. (Морозов Ю. В., Глушков В. В., Шаравин А. А. Балканы сегодня и завтра: военно-политические аспекты миротворчества. М., 2001. 376 с., ил., карты. Тираж 3500 экз.) // Голос минувшего: Кубанский исторический журнал. 2004. № 1/2. С.73–77.
- История Кубани. Атлас с комплектом контурных карт. / Разработка карт А. М. Авраменко. Краснодар: ОИПЦ «Перспективы образования», 2005. 28 с.: Карт. 7000 экз.
- Содержание: 1.Кубанские земли и Причерноморье в эпоху каменного века. 2.Энеолит и бронзовый век на Кубани и в Причерноморье. 3.Ранний железный век и античная эпоха на Кубани. 4.Кубанские земли и Причерноморье в IV — 1-й половине X в. 5.Кубанские земли и Причерноморье во 2-й половине X — середине XIII в. 6.Кубанские земли и Причерноморье в середине XIII в. — 1475 г. 7.Кубанские земли и Причерноморье в 1475—1700 гг. 8.Кубанские земли и Причерноморье в 1701—1792 гг. 9.Кубанские земли и Причерноморье в 1801—1860 гг. 10.Административно-территориальное деление Кубанской области и Черноморской губернии в 1860—1917 гг. 11.Экономика Кубанской области и Черноморской губернии к 1914 г. 12.События гражданской войны на Кубани и в Причерноморье в 1918 г. 13.Кубань и Причерноморье в 1920—1937 гг. 14.Освобождение Краснодарского края в 1943 году. 15.Краснодарский край в послевоенный период.
- [Карти:] Территории казачьих войск: 1. Украинское казачество в XV—XIX вв.; Территории казачьих войск: 2. Казаки Дона, Северного Кавказа и Поволжья в XVI — начале XX в.; Территории казачьих войск: 3. Казаки Приуралья, Западной Сибири, Степного края и Семиречья и в конце XVI — начале XX в.; Территории казачьих войск: 4. Казаки Восточной Сибири и Дальнего Востока в XVII — начале XX в. // Очерки традиционной культуры казачеств России. / Под общей редакцией проф. Н. И. Бондаря. Т. II. М.; Краснодар, 2005. — цветные карты-вклейки.
- Історія Кубані в сучасних українських атласах // Історико-географічні дослідження в Україні. Збірка наукових праць. Число 8. Київ, 2005. С. 255—265.
- Нерешенные проблемы исторической географии Северного Кавказа и перспективы их изучения // Труды XII съезда Русского географического общества. (Кронштадт, 2005). Т. 3. СПб., 2005. С. 9–13.

Козацьке військо на Кубані // Історія українського козацтва. Т. 2. — К.: Вид. дім «Києво-Могилянська академія», 2007. С. 363—414. (У співавторстві).
- Материалы Межевой комиссии Черноморского казачьего войска (1848—1860 гг.) как историко-географический источник // Историко-географический сборник. — Вып. 1. — Краснодар: ООО «Картика», 2007. — С. 374—408.
- Новые карты для Атласа по истории казачества // Историко-географический сборник. — Вып. 1. — Краснодар: ООО «Картика», 2007. — С. 145—152.
- Дискуссионные вопросы истории казачества в свете исторической географии // Історико-географічні дослідження в Україні. Збірка наукових праць. Число 11. / Інститут історії України НАН України. — Київ, 2009. С. 52–63.
- Основные этапы развития картографии: от первобытного рисунка к современной карте // Голос минувшего: Кубанский исторический журнал. Краснодар, 2009. № 3/4. С. 7–25.
- Кубань как историко-географический регион // Регіональна історія України. Збірник наукових статей. Випуск 4. Київ, 2010. С. 47–80.
- Азовское казачье войско в исторической картографии // Кубань-Украина: вопросы историко-культурного взаимодействия. Выпуск 5. / Сост. А. М. Авраменко. — Краснодар — Киев: ЭДВИ, 2011. С. 185—192. (с картой).
- карти: 1. Переселение Черноморского казачьего войска на Кубань в 1792—1794 гг.; 2. Черноморское казачье войско в 1793—1794 гг.; 3. Линейные казачьи полки на Кубани в 1794—1860 гг.; 4. Черноморские и линейные казаки Кубани в 1794—1860 гг.; 5. Административно-территориальное деление Кубанской области и Кубанского казачьего войска в 1870—1917 гг.; 6. События гражданской войны на Кубани и в Причерноморье в 1918 г.; 7. Боевой путь 4-го гвардейского Кубанского казачьего кавалерийского корпуса; 8. Кубанское казачье войско (по данным на 1 ноября 2010 г.) // Энциклопедия кубанского казачества. / Под ред. В. Н. Ратушняка. Краснодар: Традиция, 2011. (цветные карты-вклейки).
- карти: 1. Ранний железный век и античная эпоха на Кубани; 2. Кубанские земли и Причерноморье в IV — середине XIII в.; 3. Кубанские земли и Причерноморье в XIV—XVII вв.; 4. Кубанские земли и Причерноморье в XVIII в.; 5. Кубанские земли и Причерноморье в 1794—1860 гг. 6. Завершение Кавказской войны в 1860—1864 гг.; 7. Административно-территориальное деление Кубанской области в 1870—1917 гг.; 8. Кубанская область и Черноморская губерния в период революции 1905—1907 гг. // Трёхбратов Б. А. История и культура народов Прикубанья с древнейших времён до начала XX века. — 10-е изд., перераб. — Краснодар: Традиция, 2011. Цветные карты на вклейке между с. 256/257.
- Борис Гесселевич (Григорьевич) Галкович как историк-картограф // Історико-географічні дослідження в Україні. Збірка наукових праць. Число 12.- Київ, 2012. С. 192—235.

Современные школьные исторические атласы в практике преподавания кубанских учителей // Кубань — Украина: вопросы историко-культурного взаимодействия. Вып. VI. — Краснодар — Киев: ЭДВИ, 2012. С. 363—369.
- Кубань и Кавказское Причерноморье как историко-географические регионы (конец XVIII — начало XX в.) // Труды исторического факультета Санкт-Петербургского университета. 2013. № 12. С. 239—251.
- Козацтво в сучасних українських та російських енциклопедіях // Українська енциклопедистка: матеріали Третьої міжнародної наукової конференції (м. Київ, 22–23 жовтня 2013 року). К.: Інститут енциклопедичних досліджень НАН України, 2014. 282 с. С. 12–20.

Досвід створення історичної карти Катеринославського козацького війська // Історико-географічні дослідження в Україні: Збірка наукових праць. — Число 13. — К., 2015. С. 177—184. С. 181—182 — карта.
- Проблеми й методи історичної географії в новій монографії польського історика Яна-Вацлава Тишкевича. Рец. на кн.: Tyszkiewicz J. Geografia historyczna: zarys problematyki. — Warszawa: DiG, 2014. — 356 s. // Історико-географічні дослідження в Україні: Збірка наукових праць. — Число 13. — К., 2015. С. 247—270.

### Сімейний стан
Одружений. Дружина — Давиденко Олена Анатоліївна (народ. 1962 р.), кандидат біологічних наук. Син — Авраменко Михайло Анатолійович (народ. 2001 р.).